# Arraial do Cabo

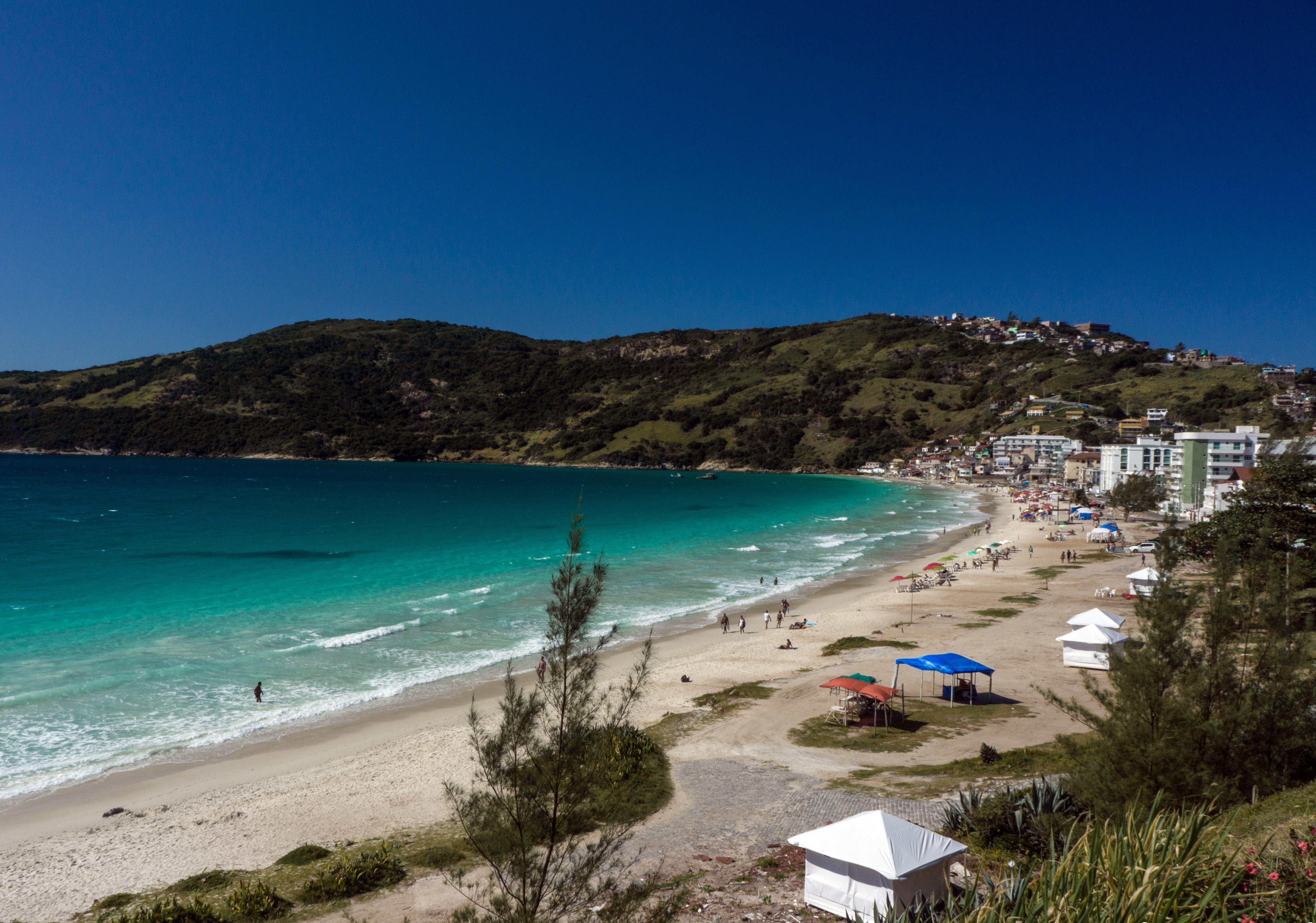
Spiaggia in Arraial do Cabo, Rio de Janeiro

Arraial do Cabo è un comune del Brasile nello Stato di Rio de Janeiro, parte della mesoregione delle Baixadas Litorâneas e della microregione di Lagos.
Il comune è stato costituito nel 1965 per distacco dal comune di Cabo Frio.